# Santuario della Madonna delle Grazie (Carrara)
Il santuario della Madonna delle Grazie alla Lugnola è un edificio di culto cattolico situato in via Carriona a Carrara, in provincia di Massa-Carrara.

## Storia e descrizione

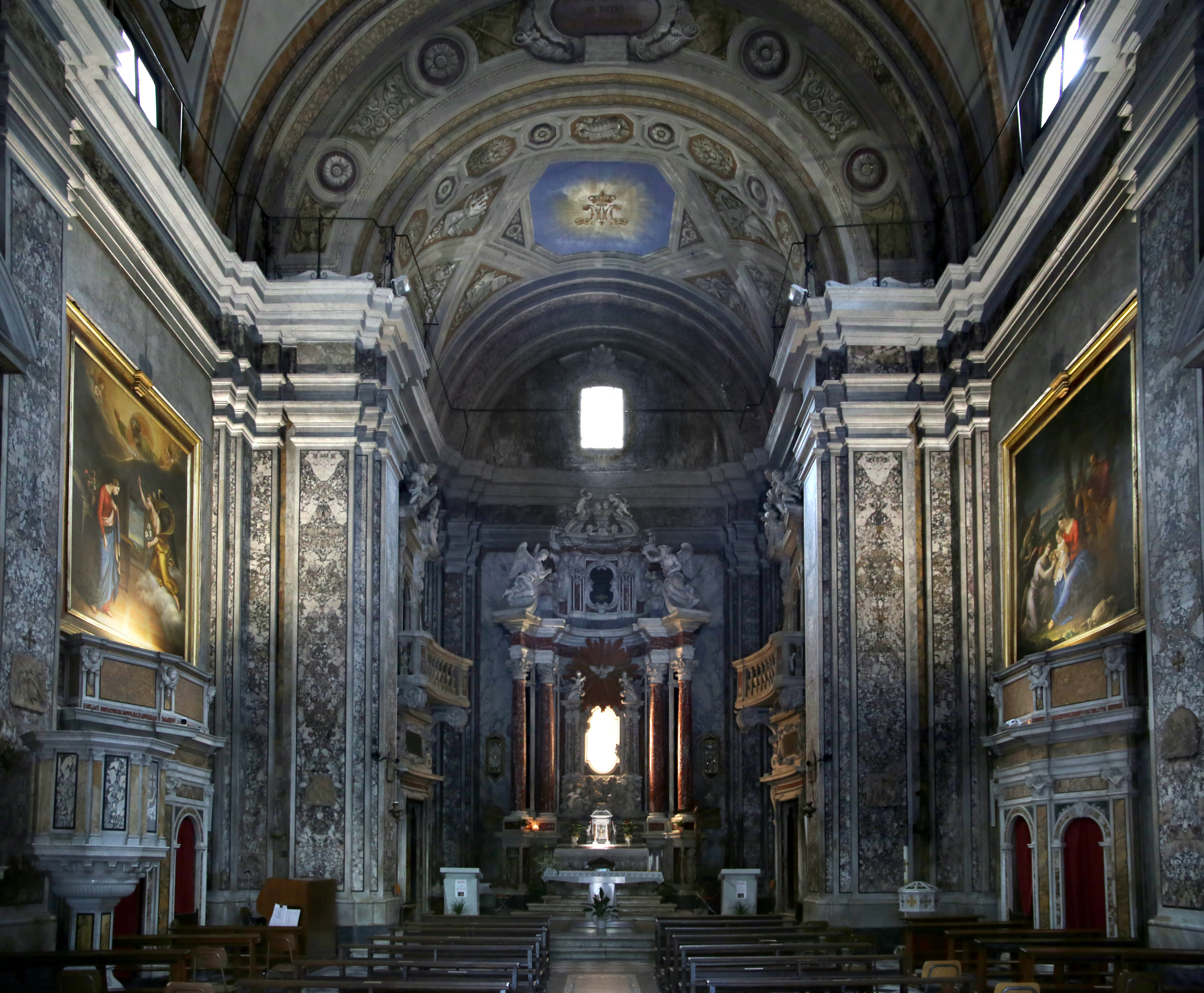
Interno del santuario

La venerazione per un'immagine della Vergine esistente nell'oratorio di Groppoli è all'origine della fondazione della chiesa, consacrata nel 1676. Il progetto di Alessandro Bergamini prevede che gli elementi architettonici siano disposti secondo direttrici diagonali convergenti verso il punto focale costituito dall'edicola che racchiude l'immagine della Vergine al centro dell'altare.
Le linee curve del sistema portali-tribune, gli studiati accorgimenti di deformazione degli elementi architettonici in funzione prospettica, la pianta articolata dell'altare e la sua accentuata bicromia, i forti chiaroscuri determinati dalla luce che piove da un oculo posto in alto al centro del vano, concorrono a creare uno spazio unitario di grande impatto scenografico. 
La sistemazione interna si caratterizza per la profusione di altari, gruppi scultorei, marmi policromi.

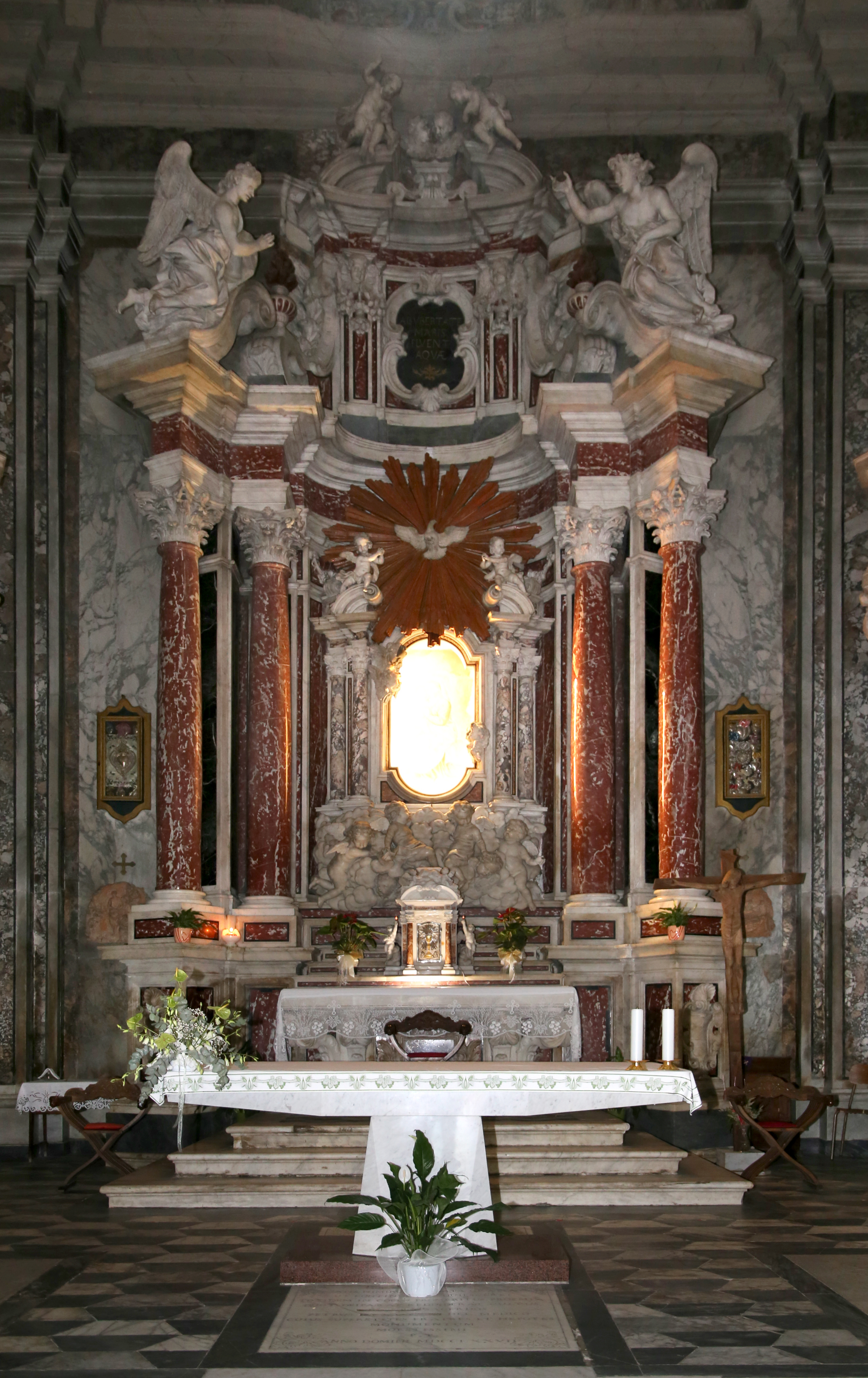
Altare maggiore
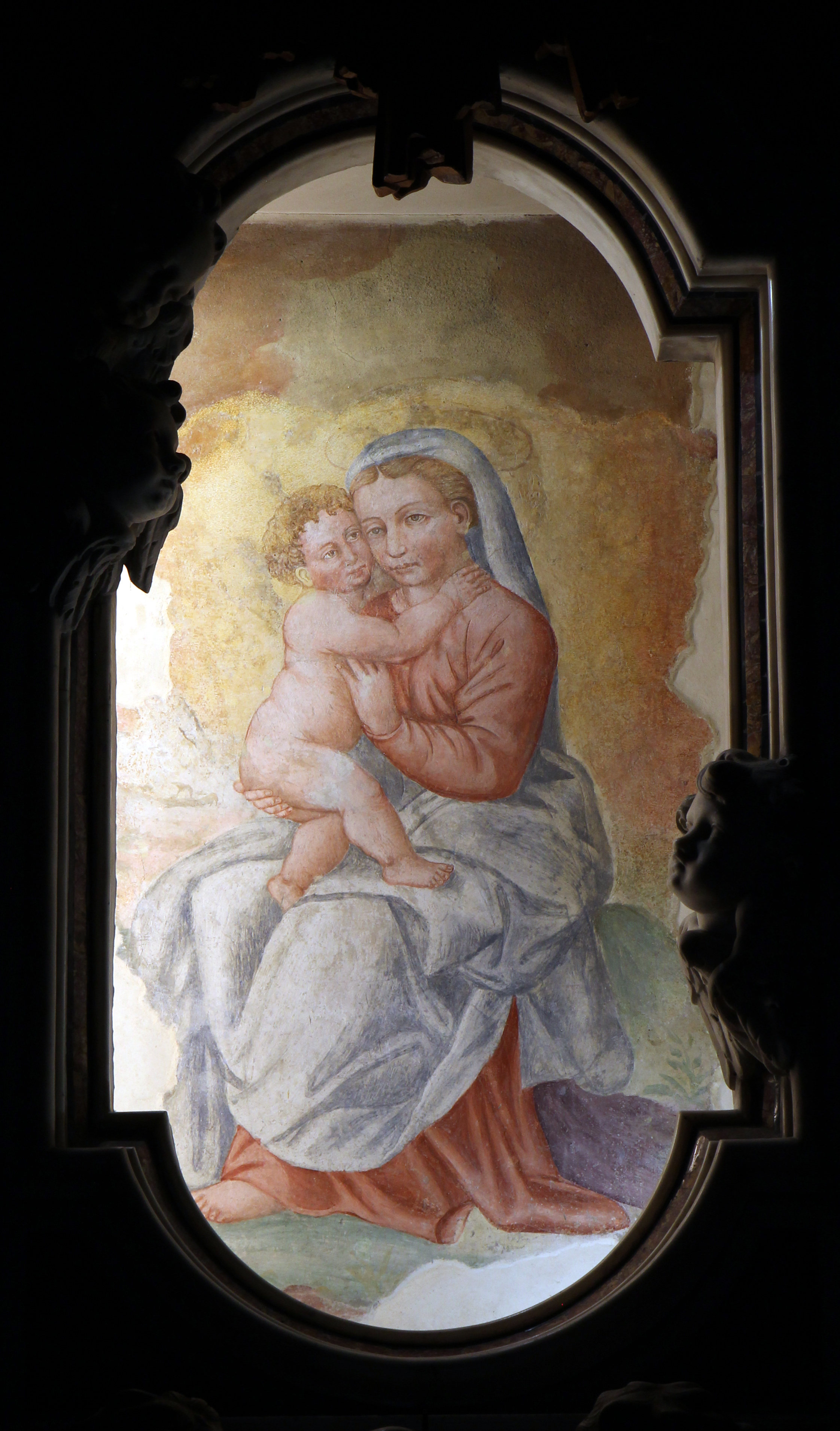
Affresco della Madonna delle Grazie, XVI secolo
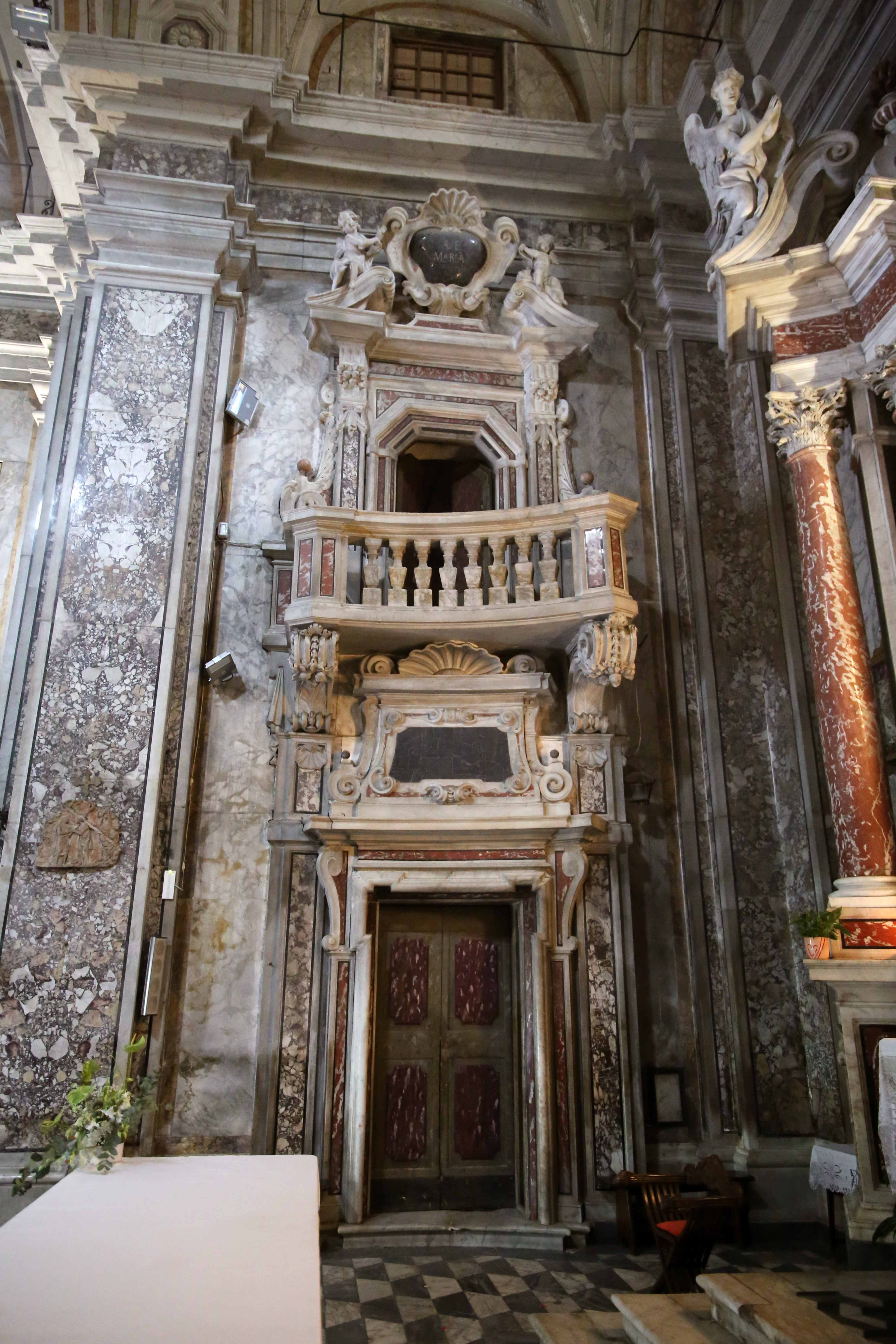
Una delle tribune
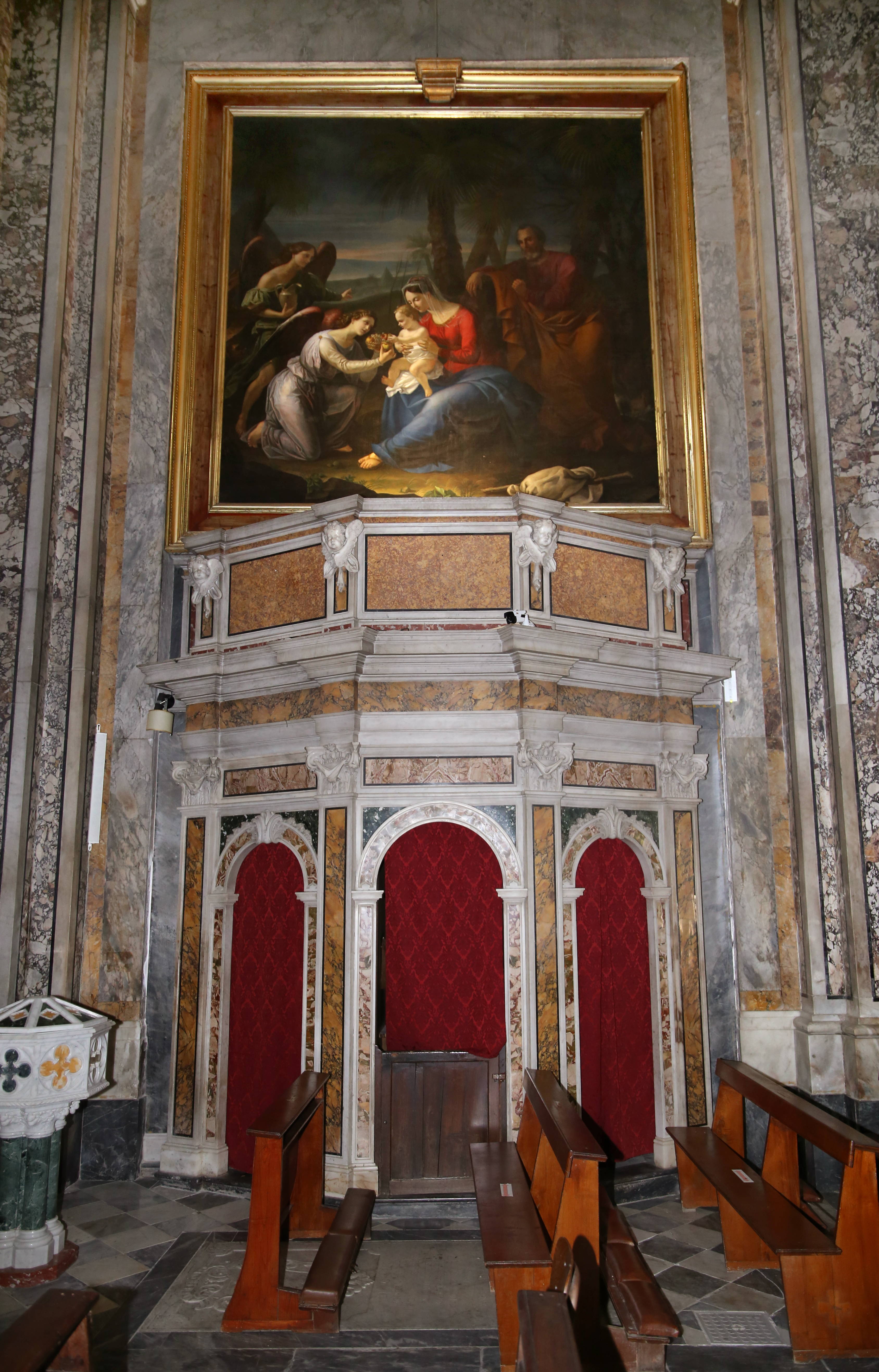
Confessionale e dipinto di Pietro Milani (1875)